# Marie Jesika Dalou
Marie Jesika Dalou (sinh 27 tháng 7, 1979) là một vận động viên cử tạ nữ người Mauritius, thi đấu ở hạng 75 kg và đại diện cho Mauritius tại các cuộc thi quốc tế.
Cô đã tham gia Thế vận hội Mùa hè 2004 trong sự kiện 75 kg.

## Kết quả chính
| Năm                | Địa điểm                   | Cân nặng           | Cử giật (kg)       | Cử giật (kg)       | Cử giật (kg)       | Cử giật (kg)       | Cử đẩy (kg)        | Cử đẩy (kg)        | Cử đẩy (kg)        | Cử đẩy (kg)        | Tổng (Kilôgam)     | Cấp                |
| Năm                | Địa điểm                   | Cân nặng           | 1                  | 2                  | 3                  | Cấp                | 1                  | 2                  | 3                  | Cấp                | Tổng (Kilôgam)     | Cấp                |
| Thế vận hội mùa hè | Thế vận hội mùa hè         | Thế vận hội mùa hè | Thế vận hội mùa hè | Thế vận hội mùa hè | Thế vận hội mùa hè | Thế vận hội mùa hè | Thế vận hội mùa hè | Thế vận hội mùa hè | Thế vận hội mùa hè | Thế vận hội mùa hè | Thế vận hội mùa hè | Thế vận hội mùa hè |
| ------------------ | -------------------------- | ------------------ | ------------------ | ------------------ | ------------------ | ------------------ | ------------------ | ------------------ | ------------------ | ------------------ | ------------------ | ------------------ |
| 2004               | liên_kết=\|viền Sydney, Úc | 75 kg              | 0,0                | 0,0                | 0,0                | —                  | 0,0                | 0,0                | 0,0                | —                  | 130,0              | 14                 |